# Asteroscopus pallida
Asteroscopus pallida là một loài bướm đêm trong họ Noctuidae.